# Lazzate
Lazzate (lombardul: Lazzàa) település Olaszországban, Lombardia régióban, Monza e Brianza megyében. Lakosainak száma 7673 fő (2023. január 1.). Lazzate Cermenate, Lentate sul Seveso, Misinto, Bregnano és Rovellasca községekkel határos.

## Népesség
A település lakossága az elmúlt években az alábbi módon változott:
| Lakosok száma | 7767 | 7803 | 7799 | 7673 |
|               | 2013 | 2017 | 2018 | 2023 |